# Тилігул-Тирас
«Тилігул-Тирас» (Тирасполь) (рум. CS Tiligul-Tiras Tiraspol) — колишній молдовський футбольний клуб з міста Тирасполь, який до 2009 року змагався у Національному дивізіоні, найвищій лізі чемпіонату Молдови.

## Історія
Найстаріша команда Тирасполя була заснована 1938 року під назвою «Спартак» та взяла участь у тогорічному розіграші футбольного Кубка СРСР.
У повоєнний час команду було відроджено 1961 року під назвою «Харчовик», під якою вона дебютувала у розіграшах чемпіонату СРСР (друга ліга). Згодом команда декілька разів змінювала назву і змагалася у нижчих лігах союзної першості до 1969 року, після якого втратила статус команди майстрів. 1978 року повернулася до участі у футбольних турнірах СРСР під назвою «Старт». За результатами чемпіонату СРСР 1991 року команда, що на той час вже носила назву «Тилігул» (Тирасполь), зайняла друге місце у турнірі першої ліги союзної першості. Це давало їй право виступати у вищому дивізіоні чемпіонату СРСР, яким вона, втім, так і не скористалася через розпад СРСР та відповідне скасування футбольного чемпіонату цієї держави.
З 1992 року команда була незмінним учасником змагань в найвищому Національному дивізіоні чемпіонату Молдови. Протягом перших років існування цього турніру була головним конкурентом тодішнього лідера молдавського футболу — кишинівського «Зімбру», 6 разів здобувши срібні медалі чемпіонату (у 1992—1996 та 1998 роках) та тричі поспіль ставши володарем національного Кубка у 1992—1994.
Через фінансові проблеми «Тилігул-Тирас» ледве зміг завершити сезон 2008—2009, після якого його керівництво повідомило про розформування клубу.

### Колишні назви команди
За свою історію команда носила такі назви:
- «Спартак» (1938)
- «Харчовик» (1961—1962)
- «Лучаферул» (1963—1965)
- «Дністер» (1967, 1968—1969)
- «Енергія» (1967)
- «Старт» (1978)
- «Автомобіліст» (1979—1985)
- «Текстильник» (1986—1989)
- «Тирас» (1990)
- «Тилігул» (1991—2003)
- «Тилігул-Тирас» (2004—2009)

## Досягнення
- Володар Кубка Молдови (3): 1993, 1994, 1995

## Відомі гравці
- / Володимир Коссе
- Ігор Добровольський
- / Сергій Гусєв
- Сергій Ковальчук
- Олександр Грановський
- / Валерій Федосеєнков